# 한국공법학회
사단법인 한국공법학회(韓國公法學會, Korean Public Law Association, KPLA)는 공법학 및 관련 학문의 연구 활동 촉진을 목적으로 1957년 7월에 설립된 학술단체이다. 사무실은 서울특별시 마포구 독막로 331 마스터즈타워 1407호에 있다. 공법학 관련 학술 연구 및 발표와 응용 활동을 지원하고 있을 뿐만 아니라 학회와 목적을 같이하는 여러 단체와 제휴하고 있다.

## 주요 사업
- 공법학 및 이에 관련된 학술의 연구
- 연구발표회 및 강연회 개최
- 회지 및 기타 간행물의 발행
- 학회와 목적을 같이하는 내외 여러 단체와의 제휴
- 공법적 쟁점에 관한 의견 표명
- 기타 학회의 목적을 달성함

## 학회 조직
- 회장단
  - 회장
  - 부회장
- 감사
- 집행이사
  - 총무이사
  - 연구이사
  - 출판이사
  - 재무이사
  - 기획이사
  - 국제이사
  - 섭외이사
  - 정보이사
  - 홍보이사
  - 총무간사
  - 연구간사
  - 출판간사
  - 재무간사
  - 기획간사
  - 국제간사
  - 섭외간사
  - 정보간사
  - 홍보간사

## 학술상
- 학술장려상
- 신진논문상

## 학술지
- 《공법연구》